# Карраско, Вашингтон
Вашингтон Серхио Антонио Карраско Фернандес (исп. Washington Sergio Antonio Carrasco Fernández; 1925, Сантьяго — 2021, Сантьяго) — чилийский генерал, участник военного переворота 11 сентября 1973. Занимал видные военные посты при режиме Пиночета, был заместителем главнокомандующего вооружёнными силами Чили. В 1982 году — министр обороны Чили. Участвовал в политических репрессиях. После возврата к демократическим порядкам углублённо занимался военной историей.

## Служба и политика
Окончил Военное училище имени Бернардо О’Хиггинса. Служил в сухопутных войсках чилийских вооружённых сил. В 1961 стажировался в Школе Америк. В начале 1970-х в звании бригадного генерала командовал 3-й пехотной дивизией и гарнизоном Консепсьона.
Вашингтон Карраско придерживался правых антикоммунистических взглядов. Через влиятельного сенатора от Национальной партии Франсиско Санфуэнтеса был связан с представителями крупного национального капитала и американскими корпорациями. Карраско негативно относился к левому блоку Народное единство и правительству Сальвадора Альенде. В 1971—1973 негласно сотрудничал с ультраправыми организациями Родина и свобода и Команда Роландо Матуса, которые вели диверсионно-террористическую борьбу с правительством. Обеспечивал военную охрану подпольных складов оружия. Противопоставлял марксистской политике Альенде позицию правого реформизма.

## При режиме Пиночета

### Генерал и министр
11 сентября 1973 года генерал Карраско поддержал Аугусто Пиночета и принял активное участие в военном перевороте. Чрезвычайным декретом министерства обороны от 11 сентября Вашингтон Карраско в звании генерал-лейтенанта был назначен командующим войсками в провинции Консепсьон, затем на аналогичный пост в провинции Арауко.
С января 1975 по февраль 1977 Вашингтон Карраско возглавлял Южное командование, в ведение которого входили Магальянес и Чилийская антарктическая территория. Одновременно занимал пост главы администрации Магальянеса. С 1980 — заместитель верховного главнокомандующего Пиночета. 4 декабря 1981 назначен министром обороны Чили. Занимал этот пост до 15 декабря 1982.
При режиме правительственной хунты генерал Карраско причислялся к высшему военно-политическому руководству. Обладал правом единоличных военно-административных и военно-судебных решений. Вашингтон Карраско принадлежал к ближайшему окружению Пиночета. Переворот 11 сентября 1973 года вместе с хунтой совершили 26 генералов. Пять лет спустя на действительной службе оставались лишь 4 из них — в том числе Вашингтон Карраско (наряду с Эрманом Бради, Раулем Бенавидесом и Карлосом Форестером).

### Двойственная репутация
Вашингтон Карраско считался представителем «либерального крыла» («мягкой линии») военного режима. Политически ориентировался на генерала Оскара Бонилью. Карраско выступал против бессудных казней и пыток, высказывался за соблюдение законности и методы «политического перевоспитания».

Агенты ЦРУ отмечали, что, хотя генерал Карраско поддержал военный переворот, он отказывался казнить экстремистов.

Но в этом состояла лишь одна сторона его репутации. Правозащитные организации включали Вашингтона Карраско в перечень главных проводников пиночетовских репрессий. На него возлагается ответственность за казнь четырёх профсоюзных лидеров в Лоте. Отличался при этом жёсткостью и холодностью действий. С его санкции был арестован, передан в руки полиции и погиб в результате пыток губернатор Консепсьона времён Альенде коммунист Фернандо Альварес Кастильо. Карраско участвовал в деятельности спецподразделения Караван смерти. Существуют свидетельства о его присутствии на допросах при применении пыток. Однако Карраско возражал против «избыточных» репрессий. Из-за этого у него возникали конфликты с руководителем «Каравана смерти» генералом Серхио Арельяно Старком.

## После отставки
Оставив министерский пост, Вашингтон Карраско занимался военно-историческими исследованиями. До 2006 (год смерти Аугусто Пиночета) состоял в совете директоров, затем в почётном совете Института Бернардо О’Хиггинса.
Левые организации числили Вашингтона Карраско в списке ведущих деятелей диктатуры, ответственных за политические репрессии. Несмотря на это, Карраско не привлекался к ответственности после перехода Чили к гражданскому правлению (при том, что двое офицеров, выполнявших его приказ, получили условные сроки за произвольный арест и пытки, повлекшие смерть Альвареса Кастильо). В марте 2012 Карраско был допрошен в ходе расследования убийства 19 оппозиционных активистов на целлюлозном заводе в Консепсьоне, совершённого в сентябрьские дни 1973 года. Сам Карраско утверждал, что «предотвратил резню в Консепсьоне», которой требовал от него Арельяно Старк.
В 2003 году Вашингтон Карраско выступил с заявлением от имени группы деятелей военного режима, в котором признал достойными сожаления эксцессы насилия и нарушения прав человека времён правления хунты. Авторы заявления, в том числе Карраско, признавали свою личную ответственность. Однако они считали такие действия обоснованными, напоминали о жёстком политическом противостоянии того времени и военной дисциплине, выражали солидарность с военными, привлечёнными к ответственности по такого рода обвинениям.
Скончался Вашингтон Карраско 5 апреля 2021.